# Steven Levitt

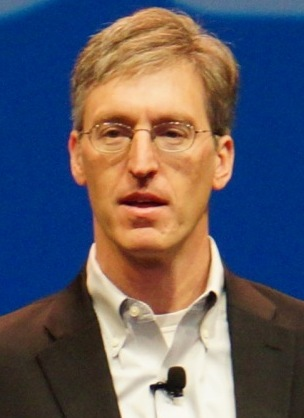
Steven Levitt

Steven David "Steve" Levitt (29 mei 1967) is een Amerikaanse econoom, bekend van zijn boeken Freakonomics (2005) en SuperFreakonomics (2009) en zijn onderzoeken naar criminaliteit. Hij is onder andere professor in de economie aan de Universiteit van Chicago.
In 2003 won hij de John Bates Clark Medal, een academische prijs voor de Amerikaanse econoom jonger dan veertig jaar die een significante bijdrage heeft geleverd aan de economische wetenschap. In 2006 werd hij door Time Magazine verkozen tot een van de '100 mensen die onze wereld vormgeven'.

## Werk

### Wetenschappelijke publicaties
- "Using Repeat Challengers to Estimate the Effect of Campaign Spending on Election Outcomes in the U.S. House." Journal of Political Economy, 1994, 102(4), p. 777–98.
- "How Do Senators Vote? Disentangling the Role of Voter Preferences, Party Affiliation, and Senator Ideology." The American Economic Review, 1996, 86(3), p. 425–41.
- "The Effect of Prison Population Size on Crime Rates: Evidence from Prison Overcrowding Litigation." Quarterly Journal of Economics, 1996, 111(2), p. 319–51.
- "The Impact of Federal Spending on House Election Outcomes." Journal of Political Economy, 1997, 105(1), p. 30–53. (with Snyder, James M., Jr.).
- "Using Electoral Cycles in Police Hiring to Estimate the Effect of Police on Crime." The American Economic Review, 1997, 87(3), p. 270–90.
- "Measuring Positive Externalities from Unobservable Victim Precaution: An Empirical Analysis of Lojack." Quarterly Journal of Economics, 1998, 113(1), p. 43–77 (with Ayres, Ian).
- "Juvenile Crime and Punishment." 1998, Journal of Political Economy, 106(December): 1156-1185.
- "An Economic Analysis of a Drug-Selling Gang's Finances." Quarterly Journal of Economics, 2000, 115(3), p. 755–89. (with Venkatesh, Sudhir A.).
- "The Impact of Legalized Abortion on Crime." Quarterly Journal of Economics, 2001, 116(2), p. 379–420. (with Donohue, John J., III).
- "How Dangerous Are Drinking Drivers?" Journal of Political Economy, 2001, 109(6), pp. 1198–237. (with Porter, Jack) .
- "Testing Mixed-Strategy Equilibria When Players Are Heterogeneous: The Case of Penalty Kicks in Soccer." The American Economic Review, 2002, 92, p. 1138–1151 (With Chiappori, Pierre-Andre and Groseclose, Timothy).
- "Winning Isn't Everything: Corruption in Sumo Wrestling." The American Economic Review, 2002, 92(5), p. 1594–605. (with Duggan, Mark).
- "Using Electoral Cycles in Police Hiring to Estimate the Effects of Police on Crime: Reply." The American Economic Review, 2002, 92(4), pp. 1244–50.
- "Rotten Apples: An Investigation of the Prevalence and Predictors of Teacher Cheating" Quarterly Journal of Economics, 2003, 118(3), p. 843–77. (with Jacob, Brian A.).
- "The Causes and Consequences of Distinctively Black Names." Quarterly Journal of Economics, 2004, 119(3), p. 767–805. (with Fryer, Roland G., Jr.)
- Levitt, Steven D. (2004). Testing Theories Of Discrimination: Evidence From Weakest Link (PDF). Journal of Law and Economics 47: 431. DOI: 10.1086/425591.
- Levitt, Steven D. (Winter 2004). Understanding Why Crime Fell in the 1990s: Four Factors that Explain the Decline and Six that Do Not (PDF). Journal of Economic Perspectives 18: 163–190. DOI: 10.1257/089533004773563485.

### Boeken
- Freakonomics: A Rogue Economist Explores the Hidden Side of Everything William Morrow, 2005 (met Stephen Dubner)
- SuperFreakonomics: SuperFreakonomics: Global Cooling, Patriotic Prostitutes, and Why Suicide Bombers Should Buy Life Insurance, 2009 (met Stephen Dubner)